# 教案
教案，顾名思义，指教育方案。教师对教学课程的设计方案，称为教案。教案的详细内容包括课题、课时、教学目标、教学内容、教学的重点及难点、教学方式、教学过程、教学案例、教学用具、补充教材教学等。
教案按授课对象，可以分为幼兒園、小学、中学、大学教案等。按课程性质，可以分为新授课教案、复习课教案、检查课教案、理论课教案、实验课教案等。